# Etanna
Etanna is een geslacht van vlinders van de familie visstaartjes (Nolidae), uit de onderfamilie Chloephorinae.

## Soorten
- E. atrifasciata Hampson, 1896
- E. basalis Walker, 1862
- E. mackwoodi Hampson, 1902
- E. moszkowskii Strand, 1914